# Agorânomo
Agorânomo (em persa médio: wʾcʾlpt; romaniz.: wāžārbed; em parta: wʾšrpty; romaniz.: wāžārbed; em grego clássico: αγορανόμος; romaniz.: agoranómos) foi o título do oficial sassânida responsável pela supervisão dos mercados. Ele tinha autoridade para controlar pesos e medidas e tal posição era ocupada por eunucos. É mencionado na inscrição trilíngue Feitos do Divino Sapor (ca. 262) segundo a qual era ocupado á época por Orodes. Também aparece numa das inscrições de Palmira dedicadas a Sétimo Vorodes na qual o titular é registrado como agorânomo.